# Mingo
Die Mingo sind ursprünglich eine Gruppe nordamerikanischer Indianerstämme der Irokesen-Sprachfamilie, die im Ohio Country im Westen von Pennsylvania, im Osten von Ohio und im Norden West Virginia lebten. Kulturell und politisch standen sie den ebenfalls irokesischsprachigen Erie, Wenro und Susquehannock nahe.
Während der Biberkriege (auch: Franzosen- und Irokesenkriege, 1640 bis 1701) sowie der Franzosen- und Indianerkriege (1689 bis 1763) vertrieb die militärisch mächtige Irokesen-Liga im Kampf um das Handelsmonopol und der Jagdrechte im Pelzhandel mehrere kleinere Irokesen- und Östliche Algonkin-Stämme nach Westen; andere wurden der Liga tributpflichtig und wiederum andere Völker wurden gänzlich ausgelöscht.
Als Reaktion auf die Aggression der Irokesen wendeten sich die Mingo und weitere nach Westen versprengte Gruppen (hierunter auch Teile der Seneca und Cayuga) Neufrankreich zu, um gemeinsam gegen den Siedlungsdruck der englischen Kolonisten sowie der mit den Briten verbündeten Irokesen bestehen zu können.
Während des 18. Jahrhunderts wanderten Angehörige der Wyandot, Susquehannock, Erie, Shawnee, Lenape und Munsee sowie Gruppen kleinerer indigener Völker ins Ohio Country sowie spätere Nordwestterritorium (Territorium nördlich des Ohio Rivers) ein, dort wohnten diese meist in multiethnischen Dörfern zusammen, während dieser Zeit setzte die Ethnogenese der „Mingo“ ein. Die Mingos wurden daher auch als Ohio-Irokesen, Ohio-Seneca oder Seneca of Sandusky bezeichnet.

## Name
Die Angloamerikaner nannten diese Zuwanderer Mingo bzw. Black Mingo („Schwarze Mingo“), manchmal auch Blue Mingo („Blaue Mingo“) – letzteres primär um diese Gruppe von den ebenfalls als Black Mingo/Minquas („Schwarze Mingo/Minquas“) bekannten Erie zu unterscheiden. Zudem wurden weitere irokesisch-sprachige Völker/Konföderationen als „Mingo/Minquas“ bezeichnet: die Susquehannock als White Mingo/Minquas („Weiße Mingo/Minquas“), die Wyandot (bis 1650: Huronen) als Little Mingo/Minquas („Kleine Mingo/Minquas“) und die Irokesen-Liga als Big Mingo/Minquas („Große Mingo/Minquas“).
Der heute gebräuchliche Stammesname Mingos oder Minquas ist eine Verballhornung einer Sammelbezeichnung der Östlichen Algonkin für die meist feindlichen Irokesisch-sprachigen Völker.
Die Lenape und Munsee (traditionelle Feinde der Susquehannock und der Irokesen-Liga) nutzten das Ethnonym Mengwe („ohne Penis“) bzw. Miqui („fremd, andersartig, weit weg“), oftmals auch als („verräterisch“ oder „heimtückisch, listig“) wiedergegeben; die Niederländer und Schweden – Handelspartner und direkte koloniale Nachbarn der Lenape und Munsee – übernahmen diesen Namen als Minquas, später die Briten und Angloamerikaner als Mingos.
Sie selbst hatten wie viele andere indigene Völker auch keine spezifische Stammesbezeichnung, sondern nannten sich einfach Ökwe'ôweshö'ö („Wirkliche, Wahre Personen, Menschen“; Einzahl: Ökwe'ôwe).

## Geschichte

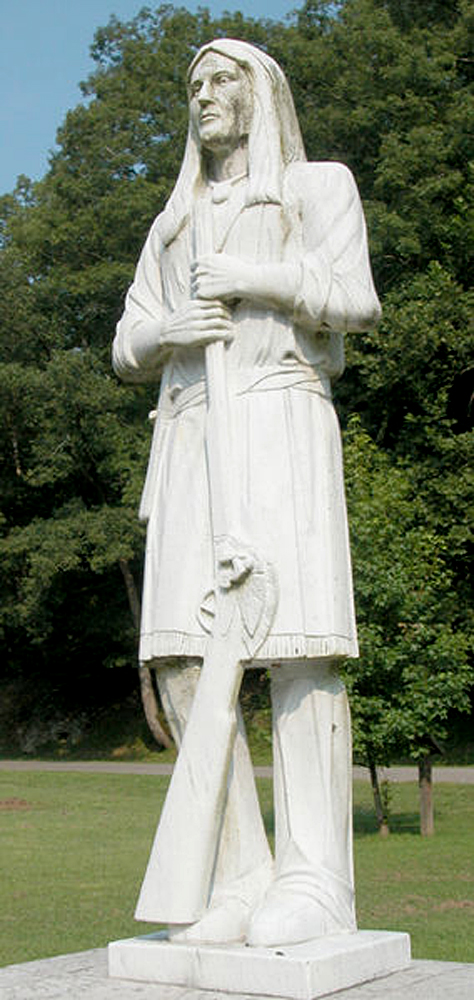
Logan-Denkmal in Logan, West Virginia. John Logan (1725–1780) war ein berühmter Führer der Mingo.

Die Angehörigen des Stammes, der als Mingo bekannt wurde, hatten das Ohio-Gebiet als Teil eines indianischen Zuwandererstroms in der Mitte des 18. Jahrhunderts besiedelt. Dieses, in etwa dem heutigen US-Bundesstaat Ohio entsprechende, Gebiet war über mehrere Jahrzehnte hinweg nur sehr spärlich besiedelt gewesen. Die Ansiedlungen dieser Zuwanderer entwickelten sich in zunehmendem Maße zu einem Zusammenschluss der eingewanderten indianischen Bevölkerung. Diese entstammten vor allem den Stämmen der Seneca, Wyandot, Shawnee, Susquehannock und Delawaren. Das Ohio-Gebiet war bereits seit längerem das Jagdgebiet der Irokesen gewesen, weshalb die Irokesenliga den Anspruch auch auf die nominelle Oberhoheit über dessen Bewohner erhob. Diese widersetzten sich jedoch diesem Anspruch und agierten in zunehmendem Maß weitgehend unabhängig von den Irokesen. Als 1763 der Pontiac-Aufstand ausbrach, verbündeten sich viele Mingos mit den Angehörigen anderer Indianerstämme, um die britische Herrschaft über das Ohio-Gebiet zu beenden. Die Irokesenliga dagegen hielt weiterhin ihr traditionelles Bündnis mit den Briten aufrecht und stand damit den Mingos erneut feindselig gegenüber. Trotz einiger spektakulärer Anfangserfolge endete der Pontiac-Aufstand schließlich mit einer völligen Niederlage der rebellierenden Indianerstämme. Der Mingo/Seneca-Häuptling Hauptguyasuta war einer der Anführer in dieser Auseinandersetzung.
Bis zum Anfang der 1830er Jahre entwickelte sich das im westlichen Ohio gelegene Siedlungsgebiet der Mingos zu einer prosperierenden Gemeinschaft. Durch den Ausbau ihrer Bauernhöfe und die Einrichtung von Schulen erfolgte dabei auch eine zunehmende Angleichung an die amerikanische Zivilgesellschaft. Ungeachtet dessen wurden die Mingos jedoch durch den 1830 erfolgten Erlass des Indian Removal Act gezwungen, ihre Besitzungen zu verkaufen und 1832 nach Kansas umzusiedeln. In Kansas trafen die Mingos dann mit mehreren Seneca-Sippen zusammen und beide Stämme teilten sich dort die Neosho Reservation. Nach dem Amerikanischen Bürgerkrieg zog der Stamm erneut weiter, nunmehr in das heutige Ottawa County im US-Bundesstaat Oklahoma. Seit 1937 bezeichnet sich der Stamm offiziell als Seneca-Cayuga Tribe of Oklahoma und zählt heute über 2.400 Mitglieder. Mit den sechs Nationen der ehemaligen Irokesenliga werden noch immer diverse kulturelle und religiöse Verbindungen gepflegt.

## Sprache
Die Mingo-Sprache bzw. Unyææshæötká' oder Ökwe'öwékhá' ist eine nördliche Irokesen-Sprache, die sprachlich große Ähnlichkeiten mit der Sprache der Seneca und Cayuga aufweist.
Ihre Sprache war ursprünglich im östlichen Ohio, westlichen Pennsylvania und in West Virginia verbreitet und diente während der Western Confederacy als bedeutende Verkehrssprache unter den verbündeten Stämmen. Es ist eine polysynthetische Sprache mit äußerst komplexem Verbgebrauch und zählt mit aktuell schätzungsweise höchstens fünf Sprechern zu den todgeweihten Sprachen (moribund). In den letzten Jahren hat es jedoch ein gesteigertes Interesse an der Wiederbelebung dieser Sprache gegeben, insbesondere unter den Nachkommen der Mingos.